# Mauricio Toni
Mauricio Toni (Comodoro Rivadavia, Provincia del Chubut, Argentina, 9 de marzo de 1998) es un futbolista argentino-croata. Juega como defensa central

## Trayectoria

### Inicios
Surgió de la Comisión de Actividades Infantiles, donde hizo los primeros años de inferiores y emigró rápidamente con su familia a Buenos Aires, luego de que fuera captado por River Plate. En el club de Núñez estuvo seis años y después recaló en el "Fortín".

### Vélez Sarsfield
Mauricio debutó a los 19 años en el primer equipo de Vélez Sarsfield el día 3 de junio de 2017 frente a Tigre; ingresó a los 24 minutos del segundo tiempo en lugar de Leandro Cufré. En julio de 2018 sin poder jugar muchos partidos en el "Fortín" es cedido a préstamo por un año a Talleres de Córdoba, confirmado por la institución por sus redes sociales.

## Clubes
| Club            | País      | Año       | Partidos | Goles |
| --------------- | --------- | --------- | -------- | ----- |
| Vélez Sarsfield | Argentina | 2016-2018 | 2        | 0     |
| Talleres        | Argentina | 2018-     | 0        | 0     |

Fuente